# Kongregation der Schwestern von der hl. Elisabeth
Die Kongregation der Schwestern von der heiligen Elisabeth (Congregatio Sororum a Sancta Elisabeth, C.S.S.E) ist ein katholischer Frauenorden. Wegen der Farbe ihres Habits nannten sie sich lange Zeit selbst Graue Schwestern von der hl. Elisabeth. Der Gemeinschaft gehören weltweit gut 1.200 Schwestern an (Stand 2015).

## Geschichte

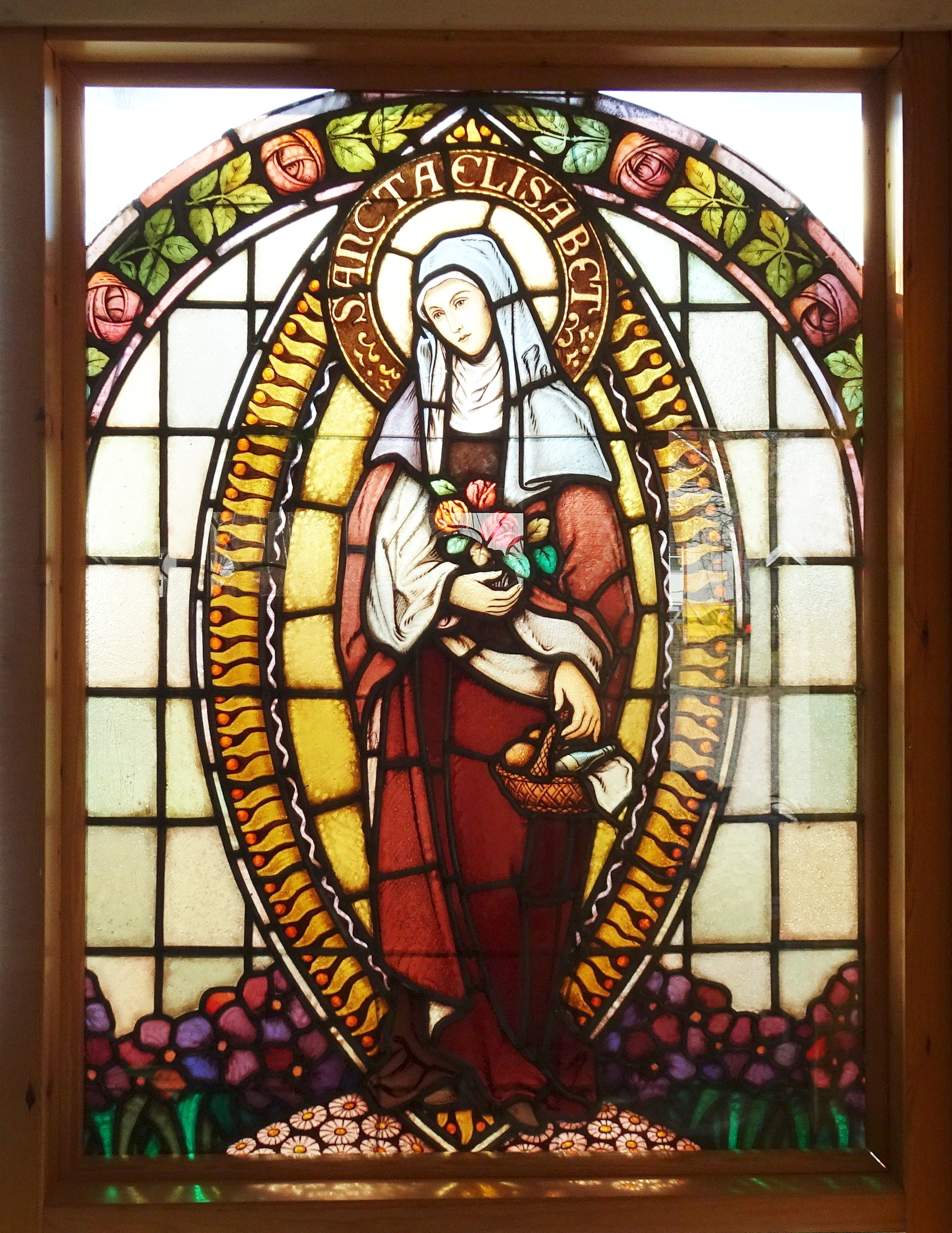
Fenster in der Kapelle in Järfälla, Schweden.

1842 entschlossen sich in Neisse/Schlesien vier Frauen (Clara Wolff, Maria Merkert, Mathilde Merkert und Franziska Werner), ein religiöses Leben zu führen und ambulant Kranke in deren Wohnungen zu pflegen. Nach großen Schwierigkeiten und Anfeindungen erkannte der Breslauer Fürstbischof Heinrich Förster die Gemeinschaft 1859 an. Zwei Schwestern der Gründungsgruppe waren zu diesem Zeitpunkt bereits bei der Ausübung der Krankenpflege gestorben, die anderen beiden, Maria Merkert und Franziska Werner, wurden die ersten Generaloberinnen.
Für die Einrichtungen dieser Gemeinschaft gründete sich die Katholische Wohltätigkeitsanstalt zur heiligen Elisabeth. Ein Erlass des preußischen Königs Wilhelm I. machte sie 1864 zur juristischen Person, nachdem die Schwestern im dänischen Krieg Verwundete gepflegt hatten. Die endgültige päpstliche Bestätigung machte die Gemeinschaft 1887 zu einer Kongregation päpstlichen Rechts.
Die Tätigkeitsgebiete weiteten sich im Laufe der Zeit aus. Neben die Krankenpflege trat die Fürsorge für Kinder und alte Leute, die Betreuung von Frauen in Notsituationen, Gemeindearbeit und Katechese und der Unterricht in Schulen.
Die Gemeinschaft wuchs sehr rasch. Aus den vier Schwestern des Jahres 1842 waren 1875 bereits 468 geworden. Nach einem Rückgang aufgrund des Kulturkampfes stieg die Schwesternzahl um 1900 auf fast zweitausend und erreichte 1939 vor dem Ausbruch des Zweiten Weltkriegs ihren höchsten Stand mit über 4.800. Seitdem geht die Mitgliederzahl stetig zurück. Die Schwestern arbeiten in Deutschland, Polen, Litauen, Tschechien, Dänemark, Schweden, Norwegen, Italien, Israel, Brasilien, Russland, Ukraine, Georgien und Bolivien. Früher gab es auch Niederlassungen in Estland, Lettland, Ungarn, Malawi, in der Schweiz und in den USA.
In Deutschland waren die Elisabethschwestern in fünf Provinzen organisiert. Die Provinzhäuser lagen in Reinbek bei Hamburg, Berlin, Halle, Dresden und Hofheim. Nach der deutschen Wiedervereinigung schlossen sich im Jahr 2003 diese Provinzen zu einer einzigen Provinz Deutschland mit dem Provinzhaus in Berlin zusammen.
Die anfangs volkstümliche Bezeichnung „Graue Schwestern“, die auf die Farbe der von den ersten Schwestern getragenen Kleidung zurückgeht, war bis 1968 der offizielle Name der Gemeinschaft. Da die Bezeichnung „Graue“ jedoch in manchen Ländern, wohin die Gemeinschaft sich ausgebreitet hatte, abwertend klang, strichen die Schwestern sie aus ihrem Namen. Sie nennen sich seitdem Kongregation der Schwestern von der heiligen Elisabeth.

## Schwerpunkte der Tätigkeit
Die Schwestern verstehen sich in erster Linie als Ordensgemeinschaft. Angesichts der umfangreichen beruflichen Arbeit präzisierten die Konstitutionen von 1987 ihren Stellenwert für die Schwestern. „Die Berufstätigkeit nimmt in unserem Ordensleben einen breiten Raum ein. Wir wollen in ihr aber nicht unsere letzte Erfüllung suchen, sondern sie durch eine positive Einstellung als Auftrag Christi erkennen. [...] Unser Apostolat beschränkt sich [...] nicht auf äußeres Tun. Es umfasst unser ganzes Sein. ‚Nicht was ihr tut, ist von größerer Bedeutung, sondern das, was ihr als dem Herrn geweihte Frauen seid.’“ Die Schwesterngemeinschaft versteht sich nicht als Arbeitsverband. „Unser Apostolat erwächst aus der Liebe Christi, die wir durch den Heiligen Geist in der Berufung an uns selbst erfahren haben. Vor jeder äußeren Tätigkeit ist es unsere Aufgabe, die Gegenwart Christi in unserer Mitte zu bezeugen.“

## Mutterhaus
Das Mutterhaus befand sich zunächst im Wohnort der vier Gründerinnen in Neisse. 1890 wurde es nach Breslau verlegt. Aufgrund der Vertreibung der deutschen Schwestern siedelte das Mutterhaus nach dem Zweiten Weltkrieg nach Reinbek bei Hamburg um. Um der internationalen Ausrichtung der Schwesterngemeinschaft besser Rechnung zu tragen, nahm die Generalleitung 1974 ihren Sitz in Rom.

## Organisation
Die Rechtsträgerin der Kongregation ist weiterhin die Katholische Wohltätigkeitsanstalt zur heiligen Elisabeth, eine Stiftung öffentlichen Rechts mit Sitz in Reinbek bei Hamburg. Sie ist Trägerin von Krankenhäusern, Altenheimen und anderen sozialen Einrichtungen.
In Rom unterhält der Orden auf dem Esquilin ein kleines Gästehaus im früheren Palazzo dei Conti di Bagno in der
Via dell’Olmata, das Reisenden zur Verfügung steht.

## Missbrauchsvorwürfe
Im Juli 2023 wurden Vorwürfe bekannt, dass Schwestern des Ordens im Erzbistum Berlin an einem Netzwerk aus Priestern, Religionslehrern und eben Ordensschwestern beteiligt gewesen seien, das systematischen Kindesmissbrauch geplant und durchgeführt habe.